# Petra De Sutter
Pour les articles homonymes, voir Sutter.
Petra De Sutter, née le 10 juin 1963 à Audenarde (Flandre-Orientale), est une professeure de gynécologie et femme politique belge flamande.
Sénatrice Groen entre 2014 et 2019, elle est députée européenne de 2019 à 2020.
En 2020, elle intègre le gouvernement De Croo comme vice-Première ministre et ministre chargée de la fonction publique et des entreprises publiques et devient la première femme trans ministre en Europe.
En 2025, elle devient rectrice de l'université de Gand.

## Biographie

### Vie privée
Petra De Sutter naît le 10 juin 1963 à Audenarde, en Flandre-Orientale. Déclarée de sexe masculin à sa naissance, elle a, dès son plus jeune âge, le sentiment que cela ne lui correspond pas. Elle effectue une transition de genre dans les années 2000, vers l'âge de 40 ans. Elle fait son coming out public en 2014.

### Formation et carrière médicale
Petra De Sutter obtient son diplôme de docteur en médecine de l'université de Gand en 1987, puis, en 1991, un doctorat en sciences biomédicales, avant de se rendre à Chicago pendant deux ans pour mener des recherches fondamentales sur la génétique des ovocytes (humains et de souris).
Après une spécialisation en gynécologie, elle présente l'agrégation de l'enseignement supérieur en 1994 et devient chargée de cours dès 2000, puis professeure titulaire. À partir de son entrée au Sénat en 2014, elle demeure professeure à temps partiel et directrice de département de médecine de la reproduction de l'hôpital universitaire de Gand.
Petra De Sutter décroche la première place au classement Strafste Gentenaar, dans la catégorie universitaire et le prix De Maakbare Mens (nl), récompense pour les travaux socioculturels sur la bioéthique, décernée à la fois pour son travail scientifique et ses engagements politiques.

### Carrière politique
À l'occasion des élections européennes de 2014, Petra De Sutter figure en deuxième position sur la liste du parti écologiste néerlandophone Groen, derrière l'eurodéputé sortant Bart Staes. Toutefois, le score de la liste ne lui permet pas d'être élue.
Elle est alors cooptée au Sénat belge et devient sénatrice, ce qui fait d'elle la première Belge transgenre à devenir parlementaire ; ce n'est toutefois qu'après avoir été désignée sénatrice qu'elle fait son coming out. Elle est aussi l'une des premières personnalités politiques transgenres en Europe à occuper un tel mandat. Petra De Sutter s'implique particulièrement au sein de l'Assemblée parlementaire du Conseil de l'Europe. Elle y est notamment rapporteuse sur les droits des enfants dans le cadre de la gestation pour autrui, l'usage des nouvelles techniques de modification génétiques chez l'humain ou encore sur les obligations des États de protéger les vies en mer. Engagée pour les droits des femmes et des personnes LGBTI+, elle préside le Groupe de travail sur les femmes.
En 2018, elle est tête de liste de Groen dans la commune de Horebeke à l'occasion des élections communales, et est élue conseillère communale.
Petra de Sutter fut aussi candidate afin de devenir l'une des deux têtes de liste du Parti vert européen à l'occasion des élections européennes de 2019. Elle obtient un bon score, mais il ne lui permit pas de l'emporter face à Ska Keller et Bas Eickhout, tous deux députés européens sortants. Tête de liste du parti Groen aux élections européennes de 2019, elle est élue députée européenne et siège au sein du groupe Verts/ALE. Elle préside la commission du Marché intérieur et de la Protection du consommateur.
Le 1er octobre 2020, elle prête serment devant le roi comme vice-Première ministre du gouvernement De Croo. Elle hérite de la compétence de la fonction publique et des entreprises publiques. Elle devient la première personne transgenre ministre en Europe,,,,,. À la suite de cette nomination, elle quitte son mandat de conseillère de la commune d'Horebeke.
Elle est élue député à la Chambre des représentants à la suite des élections législatives fédérales belges de 2024.

### Carrière académique
Début 2025, Petra De Sutter décide de s'éloigner de la politique et revenir pleinement dans le monde académique en se présentant aux élections rectorales de l'université de Gand. En avril 2025, elle est élue au premier tour face au recteur sortant, Rik Van de Walle (nl). Elle quitte, pour l'occasion, la politique nationale et occupera son nouveau poste à partir du 1er octobre 2025,.

## Décoration
- Grand officier de l'ordre de Léopold en qualité de « vice-première ministre et ministre de la Fonction publique, des Entreprises publiques, des Télécommunications et de la Poste » (2024)[28]

## Publication
- (nl) coécrit avec Elke Lahousse, (Over)Leven, Manteau, 2015, 256 p. (ISBN 978-9-0223-3221-4)